# エクステンション (お笑いコンビ)
エクステンションは、吉本興業東京本社（東京吉本、厳密には子会社のよしもとクリエイティブ・エージェンシー）に所属していたお笑いコンビ。

## メンバー
- タマヨセ（本名:玉代勢直、1979年3月23日（46歳） - ）

沖縄県出身。ツッコミ担当。A型。
R-1ぐらんぷり2009では「沖縄あるある」のネタで挑戦したが、1回戦敗退。
- ペレ（本名:草田幸児、1979年9月12日（45歳） - ）

大阪府大阪市出身。ボケ担当。A型。
「世の中の音を布袋寅泰で表現する」という持ちネタがある。R-1ぐらんぷり2009 2回戦敗退。

## 概説
東京NSC6期生出身。2005年6月結成。
ペレは、かつては『2人知事』→『くまん蜂兄弟』というそれぞれのコンビで活動していた。
タマヨセは、かつては『ニッコラス』というコンビで活動していた。
2010年5月で解散。タマヨセは翌月2010年6月に、堀川剛とコンビ『オリオンリーグ』を結成。ペレは、ピン芸人「ペレ草田」として活動。

## 出演
- ヨシモト∞
- あらびき団（TBSテレビ）- ペレのみ、井上マーとのコラボとしても出演
- 爆笑レッドカーペット（フジテレビ） - キャッチコピーは「神様仏様 布袋様!」
- エンタの神様（日本テレビ） - 2009年6月13日初出演、キャッチコピーは「沖縄の楽シーサー」
- 爆笑!ものまねウォーズ（TBSテレビ）- 2011年3月30日、ペレのみ
- ゴッドタン(テレビ東京) - 2011年12月17日・2011年12月24日、ペレのみ
- 新ネタバトル!Bリーグ